# Мирјана Огњеновић
Мирјана Огњеновић (рођена 17. септембар, 1953. у Загребу, ФНР Југославија) је бивша југословенска рукометашица. Са репрезентацијом Југославије освојила је златну медаљу на Олимпијским играма 1984, и сребрну 1980. На Светским првенствима играла је четири пута 1975, 1978, 1982. и 1986. Бронзана медаља освојена је 1982. Играла је за Трешњевку и Локомотиву из Загреба.